# Pachymenes pulchellus
Pachymenes pulchellus är en stekelart som först beskrevs av Henri Saussure 1856.  Pachymenes pulchellus ingår i släktet Pachymenes och familjen Eumenidae. Inga underarter finns listade i Catalogue of Life.